# Fuorcla Surlej
Die Fuorcla Surlej ist ein 2753 m ü. M. Pass in den Schweizer Alpen, über den ein Saumpfad führt. Er verbindet das Oberengadin mit dem Val Roseg, beide im Kanton Graubünden. Es ist ein oft begangener Übergang mit einem Wanderweg (weiss-rot-weiss markiert) von Sils im Engadin/Segl oder Surlej nach Pontresina (Val Roseg). Von der Passhöhe hat man eine gute Sicht auf die Berninagruppe und ihre Gletscher.
Die Fuorcla Surlej kann von Silvaplana-Surlej aus mit der Piz-Corvatsch-Bahn erreicht werden. Die Mittelstation Murtèl (2698 m ü. M.) befindet sich vom Pass mit Berggasthaus und See rund 1½ Kilometer entfernt, wofür man etwa 45 Minuten benötigt. Im Sommer kann die Coazhütte auf einem Wanderweg von hier in knapp zwei Stunden erreicht werden.

## Galerie

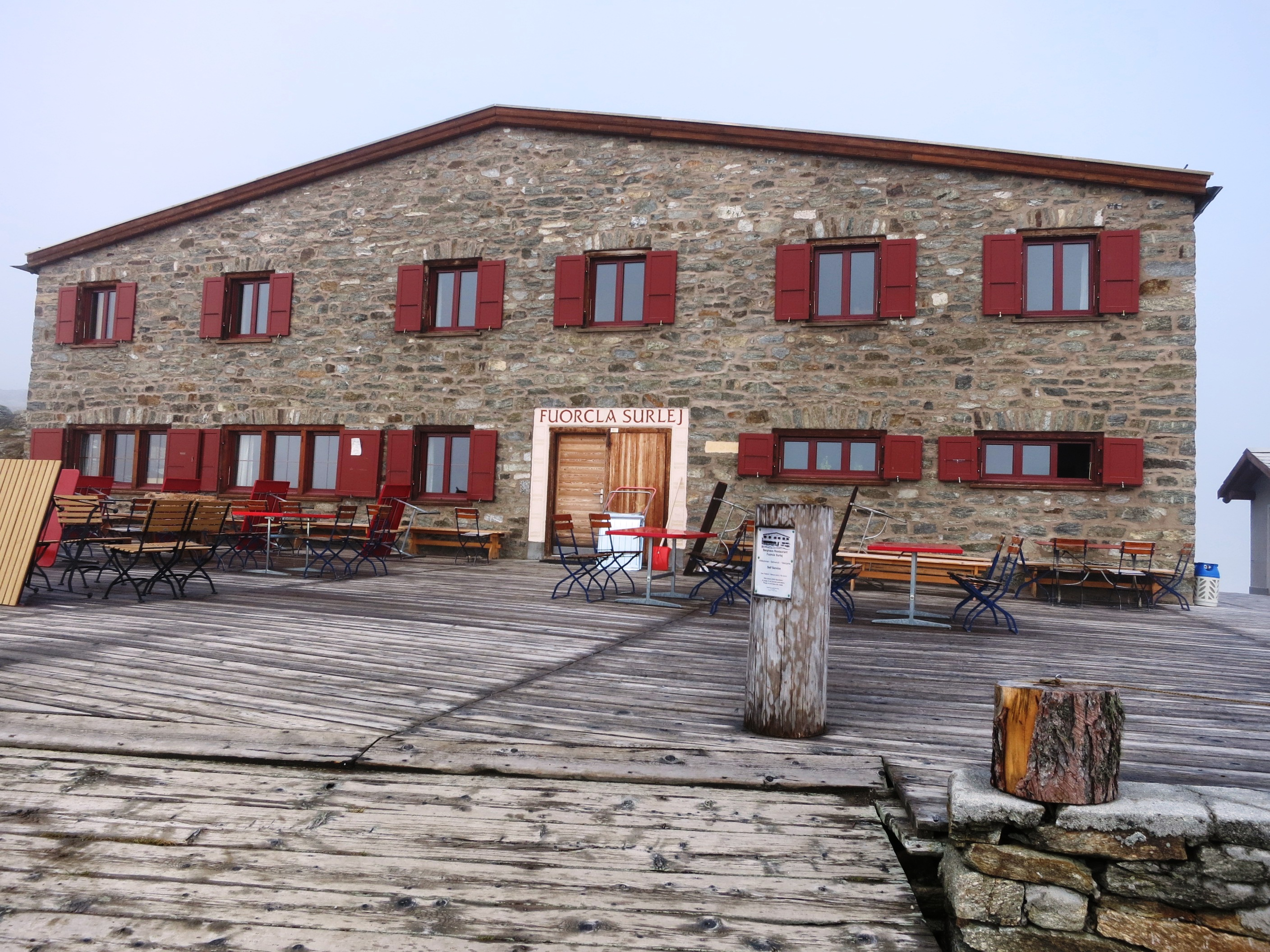
Berghaus Fuorcla Surlej
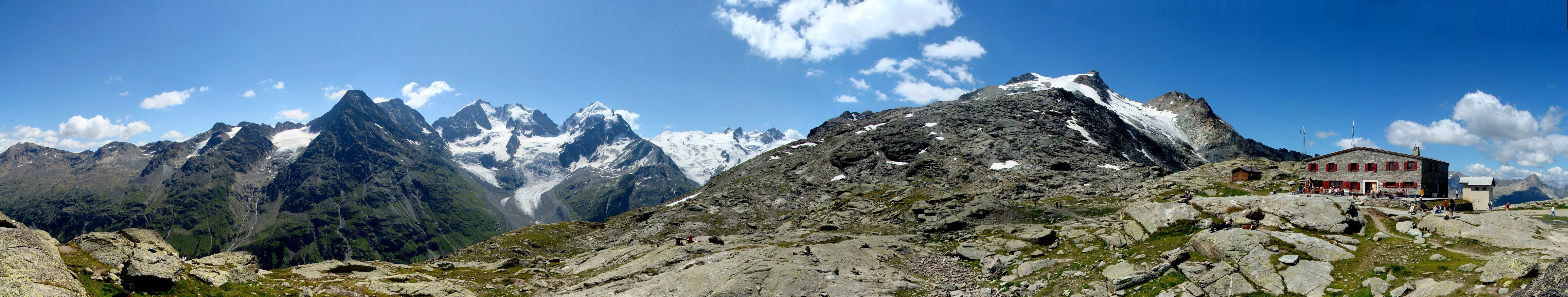
Fuorcla Surlej, Blick auf Berninagruppe
Fuorcla Surlej, Panorama
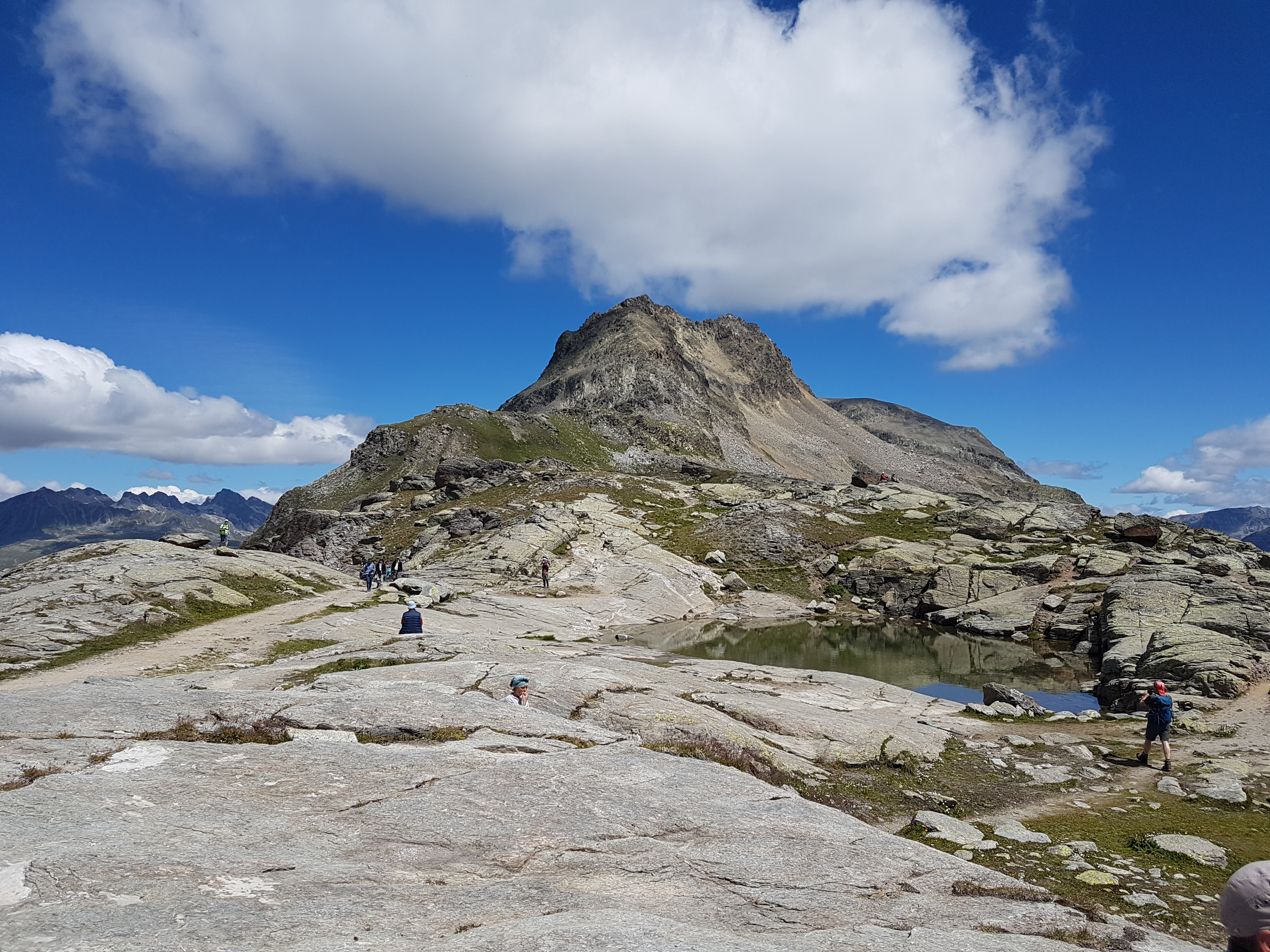
Fuorcla Surlej, Munt Arlas
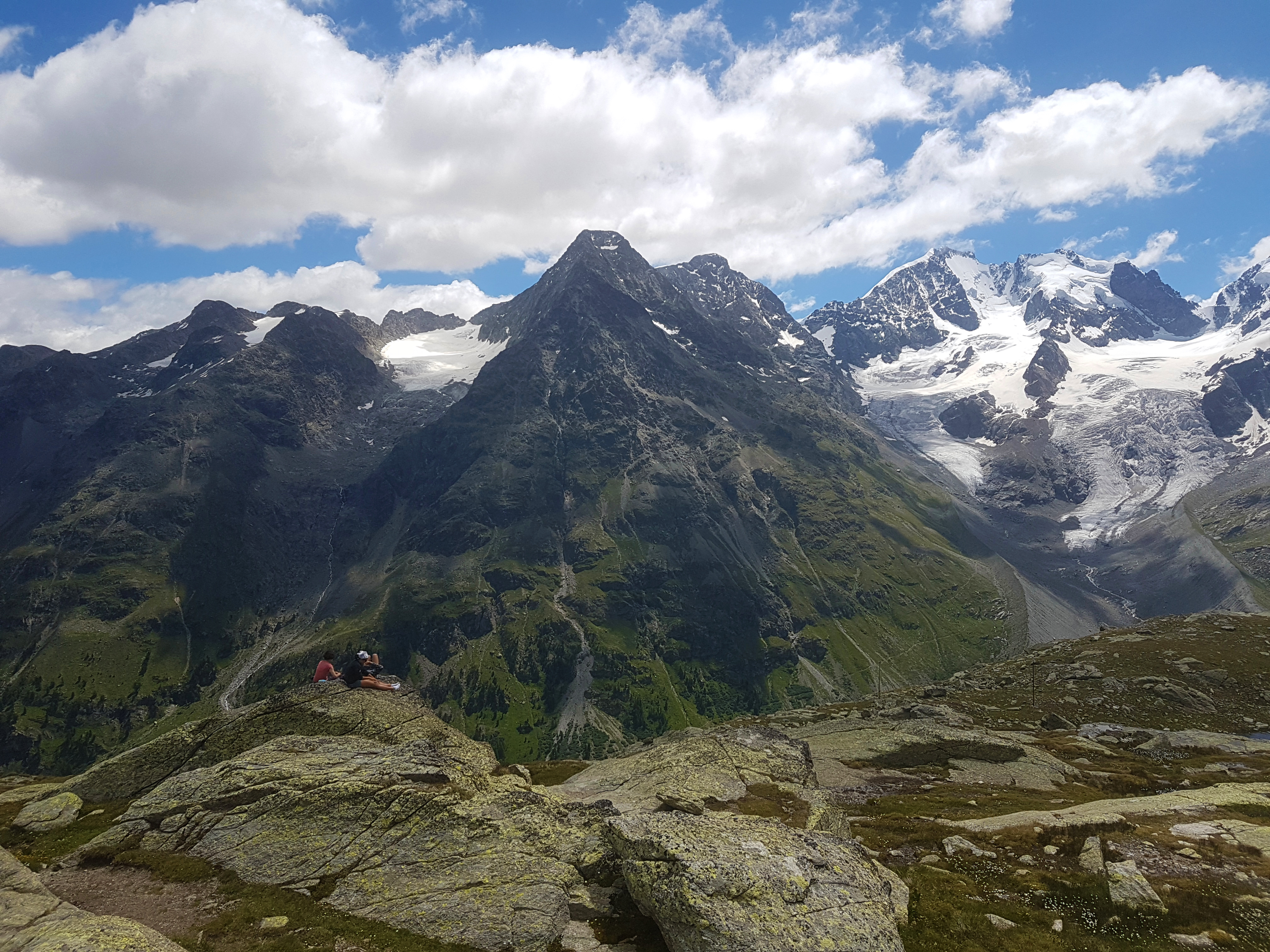
Fuorcla Surlej, Piz Tschierva
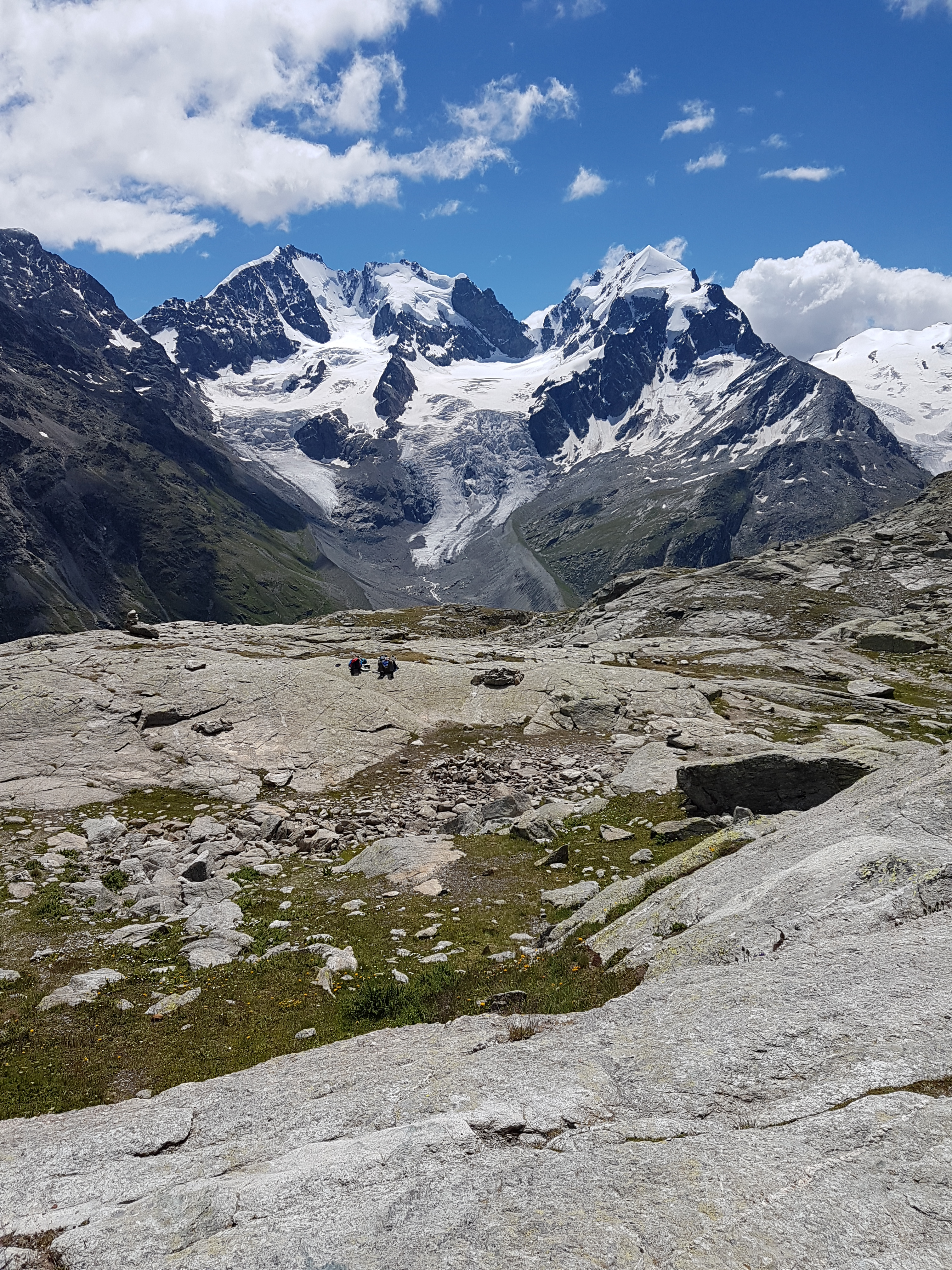
Fuorcla Surlej, Berninagruppe
Furcla Surlej, Rundköcher. Historisches Bild von Leo Wehrli (1944)
Furcla Surlej, von ob Corviglia. Historisches Bild von L. Wehrli (1939)